# Stig Iversen
Stig Göte Lennart Iversen, född den 12 juli 1931 i Växjö, är en svensk jurist.
Iversen avlade juris kandidatexamen vid Lunds universitet 1958 och genomförde tingstjänstgöring 1958–1961. Han var fiskal i Göta hovrätt 1961–1963, tingssekreterare i Oskarshamns rådhusrätt och Aspelands och Handbörds domsagas tingslag 1964–1966 och assessor i Göta hovrätt 1967–1968. Efter utredningsuppdrag 1968–1972 var Iversen revisionssekreterare 1973–1974, rådman i Kristianstads tingsrätt 1974–1987 och lagman i Simrishamns tingsrätt 1987–1998.